# پراسپرو (کالیفرنیا)
پراسپرو (به انگلیسی: Prospero) یک منطقهٔ مسکونی در ایالات متحده آمریکا است که در شهرستان کرن، کالیفرنیا واقع شده‌است. پراسپرو ۱۲۶ متر بالاتر از سطح دریا واقع شده‌است.